# Nästa presidentval i Ukraina
Nästa presidentval i Ukraina var planerat att äga rum den 31 mars 2024 men på grund av den ryska invasionen, som inleddes 24 februari 2022, införde den ukrainska regeringen krigslagar och ukrainsk lag tillåter inte presidentval under perioder med krigslagar.
Politiker i Ukraina som representerar både regerings- och oppositionspartier har uttryckt tvivel om möjligheten att hålla ett presidentval 2024, med hänvisning till oro över säkerheten och fördrivna väljare. Ryssland har tagit kontrollen över nästan en femtedel av Ukrainas territorium och miljontals ukrainare har flytt landet. Även problem som skadad infrastruktur, föråldrade väljarregister, begränsade rättigheter på grund av krigslagar och bristen på pengar har lyfts fram. Enligt den ukrainska konstitutionen avslutas en presidents mandatperiod först när en efterträdare svärs in, vilket indikerar att Volodymyr Zelenskyj kan fortsätta tjäna som president även efter utgången av den ursprungliga femårsperioden som han valdes till.
I november 2023 sa Zelenskyj att "nu är inte rätt tid för val" och uppmanade Verchovna Rada att godkänna en förlängning av krigslagarna med ytterligare 90 dagar, till den 14 februari 2024 och i februari 2024 förlängdes detta med ytterligare 90 dagar. I en undersökning, utförd av KIIS i november 2023, svarade 80% av ukrainarna att det inte vill ha val förrän kriget är över. I november 2023 undertecknade alla politiska partier i Verchovna Rada ett dokument där de gick med på att skjuta upp alla nationella val till efter utgången av krigslagarna och gick med på att arbeta på en särskild lag som skulle reglera första valet efter kriget, som tidigast skulle kunna äga rum sex månader efter upphävandet av krigslagarna.
Uppskjutandet av valet kritiserades av företrädare för den ryska regeringen. Dmitry Peskov, talesman för Kreml, hävdade att flytten fråntog Volodymyr Zelenskyj formell legitimitet. Ryssland höll sitt eget presidentval 2024, som kritiserades av internationella observatörer för att ha oöverträffade nivåer av bedrägerier och oegentligheter.